# Горекацан
Горекацан — село в Улётовском районе Забайкальского края России, административный центр сельского поселения «Горекацанское».

## География
Село находится в центральной части района на расстоянии примерно 43 километров (по прямой)  на юго-запад от села Улёты. 

## Климат
Климат характеризуется как резко континентальный с продолжительной холодной малоснежной зимой, тёплым летом и большими перепадами сезонных и суточных температур. Среднегодовая температура воздуха составляет 1,5 — 2 °С. Средняя многолетняя температура самого холодного месяца (января) составляет −24 — −22 °С (абсолютный минимум — −44 °С), температура самого тёплого (июля) — 14 — 16 °С (абсолютный максимум — 38 °С). Среднегодовое количество осадков — 300—500 мм.
Часовой пояс
Село Горекацан находится в часовой зоне МСК+6. Смещение применяемого времени относительно UTC составляет +9:00.

## История
Село возникло в 1811 году. Название села, вероятно, произошло от эвенкийского «гаракан» — сухой сук и от старомонгольского «хара» — чёрная и «усан» — вода. В 1921 году проживало 847 человек. В советские годы действовал колхозы имени Бесконечникова и «Заветы Ильича».

## Население
Постоянное население села составляло в 2002 году 464 человека (97% русские), в 2010  412 человек .

## Инфраструктура
Сельскохозяйственное предприятие ООО «Родники».  Имеются основная школа, клуб, библиотека, фельдшерский пункт. 